# ماتئو بروسکاجین
ماتئو بروسکاجین (انگلیسی: Matteo Bruscagin؛ زادهٔ ۳ اوت ۱۹۸۹) بازیکن فوتبال اهل ایتالیا است.
از باشگاه‌هایی که در آن بازی کرده‌است می‌توان به باشگاه فوتبال لاتینا، باشگاه فوتبال مونتسا، و باشگاه فوتبال آ.ث. میلان اشاره کرد.
وی همچنین در تیم‌های ملی فوتبال زیر ۱۹ سال ایتالیا و زیر ۲۰ سال ایتالیا بازی کرده‌است.